# Synidotea submarmorata
Synidotea submarmorata is een pissebed uit de familie Idoteidae. De wetenschappelijke naam van de soort is voor het eerst geldig gepubliceerd in 1979 door Oleg Grigor'evich Kussakin & Boris Vladimirovich Mezhov.